# Junior Dutra
Sérgio Dutra Júnior (ur. 25 kwietnia 1988) – brazylijski piłkarz występujący na pozycji napastnika w klubie Al-Nasr Dubaj (wypożyczony z SC Corinthians Paulista).
Od 2008 występował w klubach: Santo André, Kyoto Sanga F.C., Kashima Antlers, Lokeren, Al-Arabi, CR Vasco da Gama, Avaí FC i Fluminense FC.
11 stycznia 2019 został wypożyczony do Al-Nasr Dubaj.